# 피너츠 송
《피너츠 송》(영어: The Sweetest Thing)은 2002년 개봉한 미국의 로맨틱 코미디 영화이다. 캐머런 디애즈, 크리스티나 애플게이트, 셀마 블레어, 토머스 제인 등이 출연하였다.
평단으로부터 대체로 부정 평가를 받았다.

## 줄거리
성공한 28살 샌프란시스코 커니스트리트 인테리어 디자이너 크리스티나는 실연한 친구 제인을 위로해주려고 함께 찾은 클럽에서 피터를 만나 마음을 빼앗긴다. 크리스티나는 피터를 다시 한 번 만나기 위해 절친 코트니와 함께 피터의 형 결혼식이 열리는 서머싯으로 향하며 갖은 우여곡절을 겪는다.

## 출연
- 캐머런 디애즈 - 크리스티나 월터스 역
- 크리스티나 애플게이트 - 코트니 록클리프, 이혼 전문 변호사 역
- 토머스 제인 - 피터 도너휴 역
- 셀마 블레어 - 제인 번스 역
- 제이슨 베이트먼 - 로저 도너휴 역
- 파커 포지 - 주디 웨브 역

## 기타 제작진
- 협력 제작: 딕시 J. 캡
- 배역: 리사 비치
- 미술: 존 게리 스틸
- 의상: 데니즈 윈게이트

## 우리말 녹음
SBS 성우진 (2006년 7월 9일)
- 정미숙 - 크리스티나 월터스(캐머런 디애즈)
- 강희선 - 코트니 록클리프(크리스티나 애플게이트)
- 김승준 - 피터 도너휴(토머스 제인)
- 우정신 - 제인 번스(셀마 블레어)
- 오인성 - 로저 도너휴(제이슨 베이트먼)
- 김지혜 - 주디 웨브(파커 포지)
- 김정호
- 홍승옥
- 오주연
- 최한
- 표영재
- 위훈
- 방성준